# 黄莲乡
黄莲乡，是中华人民共和国贵州省遵义市桐梓县下辖的一个乡镇级行政单位。

## 行政区划
黄莲乡下辖以下地区：
湖南洞村、大溪河村、芭蕉溪村、上螺蟹村、下螺蟹村、大路井村、后深溪村、向坪村、银山村、新庄村、道竹村和黄莲坝村。